# トウズ
株式会社トウズ（英: Tou's）は、千葉県佐倉市にあるスーパーマーケット「トウズ京成佐倉店」を本社とする企業。千葉県に2018年現在6店舗（詳細は店舗の欄を参照）展開している。

## 沿革
- 1984年（昭和59年）11月29日 - 第1号店となるユアマートすずこう京成佐倉店を開店
- 1990年（平成2年）6月29日 - 第2号店となるJR佐倉店オープン
- 1992年（平成4年）2月25日 - 京成佐倉店増床及びリニューアルオープン
- 1998年（平成10年）10月7日 - JR佐倉店増床
- 1999年（平成11年）2月25日 - 京成佐倉店リニューアルオープン
- 2000年頃（平成12年） - 『ユアマートすずこう』から『トウズ』へ店名変更
- 2000年（平成12年） - 株式会社に組織変更[1]
- 2001年（平成13年）7月17日 - 京成佐倉店リニューアルオープン
- 2002年（平成14年）7月18日 - 第3号店となる成東店オープン
- 2006年（平成18年）8月30日 - 第4号店となる白井店オープン
- 2009年（平成21年）10月27日 - 第5号店となる千葉土気店オープン
- 2012年（平成24年）11月27日 - 第6号店となる八街店オープン

## 店舗
- 京成佐倉店（佐倉市）
- JR佐倉店（佐倉市）
- 成東店（山武市）
- 白井駅前店（白井市）
- 千葉土気店（千葉市緑区）
- 八街店（八街市）

特記のないものは全て千葉県及び記載順は全て開店順

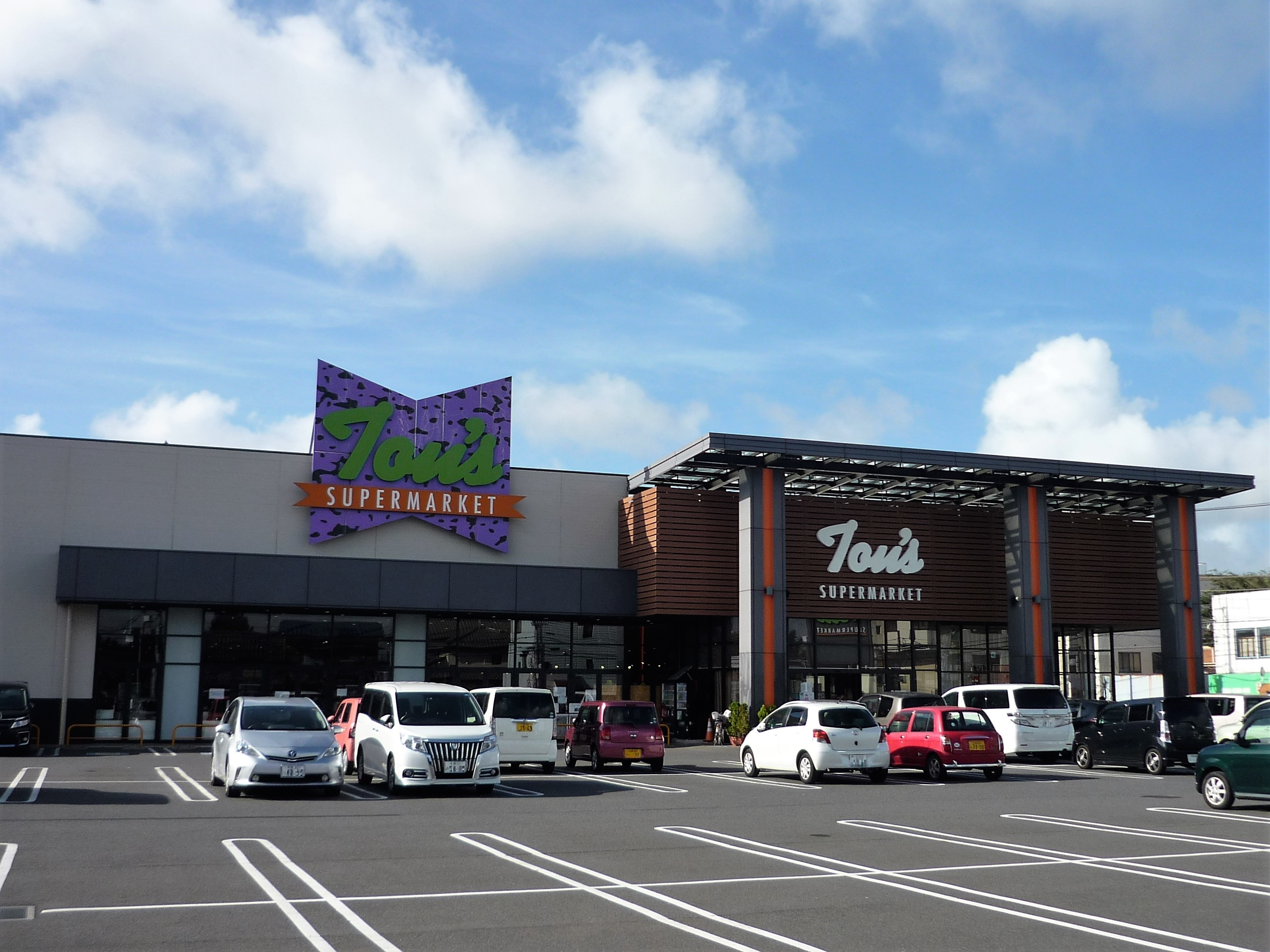
八街店
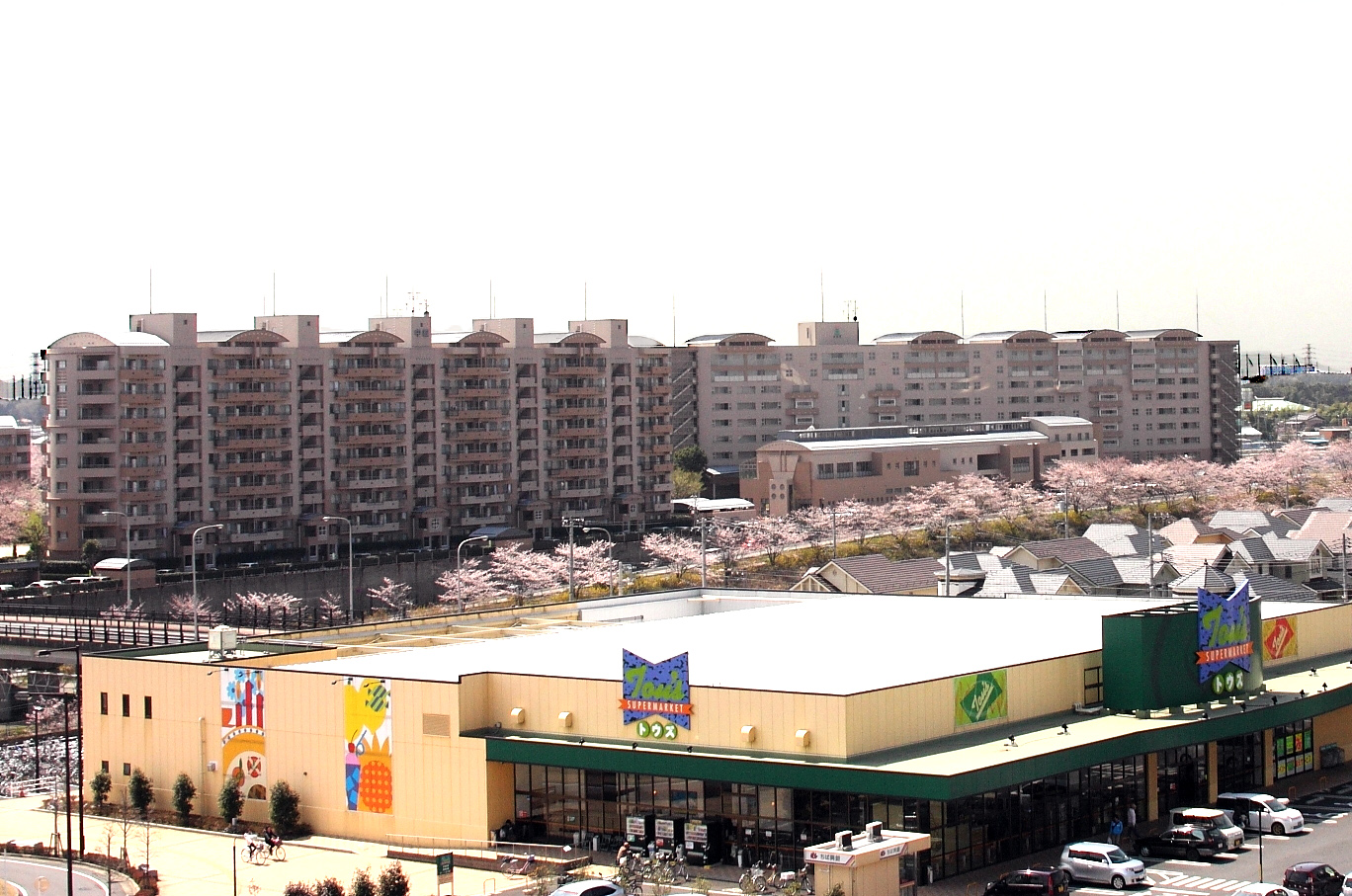
白井駅前店